# Liste der Nummer-eins-Hits in Australien (2016)
Dies ist eine Liste der Nummer-eins-Hits in Australien im Jahr 2016. Es liegen die offiziellen Top-50-Single- und Albumcharts der Australian Recording Industry Association (ARIA) zugrunde. Sie basieren auf den Verkäufen von Songs und Alben in Australien sowie bei den Singlecharts auch auf den Aufrufen der Lieder bei Musikstreaming-Anbietern.

## Singles
| ← 2015 ← | Liste der Nummer-eins-Hits in Australien | Liste der Nummer-eins-Hits in Australien  | Liste der Nummer-eins-Hits in Australien                                                                                           | 2017 →                    |
| \| Zeitraum \| Wo. ges. \| Interpret \| Titel Autor(en) \| Zusätzliche Informationen \| \| (Zeitraum, Wochen auf Platz eins, Interpret, Titel, Autor[en], zusätzliche Informationen) \| \| \| \| \| \| ----------------------------------------------------------------------------------------- \| -------- \| ----------------------------------------- \| ---------------------------------------------------------------------------------------------------------------------------------- \| ------------------------- \| \| 14. Dezember 2015 – 31. Januar 2016 7 Wochen \| 7 \| Justin Bieber \| Love Yourself Benjamin Levin, Justin Bieber, Ed Sheeran \| – \| \| 1. Februar 2016 – 7. Februar 2016 1 Woche \| 1 \| Jonas Blue feat. Dakota \| Fast Car Tracy Chapman \| – \| \| 8. Februar 2016 – 14. Februar 2016 1 Woche \| 1 \| Zayn \| Pillowtalk Zayn Malik, Anthony Hannides, Michael Hannides \| – \| \| 15. Februar 2016 – 21. Februar 2016 1 Woche \| 1 \| Flume feat. Kai \| Never Be Like You Harley Edward Streten, Alessia De Gasperis Brigante \| – \| \| 22. Februar 2016 – 17. April 2016 8 Wochen \| 8 \| Lukas Graham \| 7 Years Lukas Forchhammer, Morten Ristorp, Stefan Forrest, Morten Pilegaard \| – \| \| 18. April 2016 – 1. Mai 2016 2 Wochen \| 2 \| Gnash feat. Olivia O’Brien \| I Hate U, I Love U Garrett Nash, Olivia O’Brien \| – \| \| 2. Mai 2016 – 8. Mai 2016 1 Woche \| 1 \| P!nk \| Just Like Fire Alecia Moore, Max Martin, Karl Johan Schuster, Oscar Holter \| – \| \| 9. Mai 2016 – 5. Juni 2016 4 Wochen (insgesamt 7) \| 7 \| Drake feat. WizKid & Kyla \| One Dance Aubrey Graham, Paul Jefferies, Noah Shebib, Ayodeji Balogun, Errol Reid, Kyla Reid \| – \| \| 6. Juni 2016 – 19. Juni 2016 2 Wochen \| 2 \| Calvin Harris feat. Rihanna \| This Is What You Came For Calvin Harris, Taylor Swift \| – \| \| 20. Juni 2016 – 10. Juli 2016 3 Wochen (insgesamt 7) \| 7 \| Drake feat. WizKid & Kyla \| One Dance Aubrey Graham, Paul Jefferies, Noah Shebib, Ayodeji Balogun, Errol Reid, Kyla Reid \| – \| \| 11. Juli 2016 – 24. Juli 2016 2 Wochen \| 2 \| The Veronicas \| In My Blood Anthony Egizii, David Musumeci, Lisa Origliasso, Jessica Origliasso \| – \| \| 25. Juli 2016 – 31. Juli 2016 1 Woche \| 1 \| Katy Perry \| Rise Katy Perry, Max Martin, Ali Payami, Savan Kotecha \| – \| \| 1. August 2016 – 14. August 2016 2 Wochen \| 2 \| Major Lazer feat. Justin Bieber and Mø \| Cold Water Ed Sheeran, Benjamin Levin, Karen Marie Ørsted, Thomas Pentz, Justin Bieber, Jamie Scott, Philip Meckseper, Henry Allen \| – \| \| 15. August 2016 – 16. Oktober 2016 9 Wochen \| 9 \| The Chainsmokers feat. Halsey \| Closer Andrew Taggart, Shaun Frank, Frederic Kennett, Ashley Frangipane, Alex Pall \| – \| \| 17. Oktober 2016 – 4. Dezember 2016 7 Wochen \| 7 \| James Arthur \| Say You Won't Let Go James Arthur, Neil Ormandy, Steve Solomon \| – \| \| 5. Dezember 2016 – 15. Januar 2017 6 Wochen \| 6 \| Clean Bandit feat. Sean Paul & Anne-Marie \| Rockabye Jack Patterson, Steve Mac, Ammar Malik, Ina Wroldsen, Sean Paul Henriques \| – \| |                                          |                                           | |                           |
| ← 2015 |                                          |                                           | | → 2017 →                  |
| Zeitraum | Wo. ges.                                 | Interpret                                 | Titel Autor(en) | Zusätzliche Informationen |
| (Zeitraum, Wochen auf Platz eins, Interpret, Titel, Autor[en], zusätzliche Informationen) |                                          |                                           | |                           |
| 14. Dezember 2015 – 31. Januar 2016 7 Wochen | 7                                        | Justin Bieber                             | Love Yourself Benjamin Levin, Justin Bieber, Ed Sheeran                                                                            | –                         |
| 1. Februar 2016 – 7. Februar 2016 1 Woche | 1                                        | Jonas Blue feat. Dakota                   | Fast Car Tracy Chapman | –                         |
| 8. Februar 2016 – 14. Februar 2016 1 Woche | 1                                        | Zayn                                      | Pillowtalk Zayn Malik, Anthony Hannides, Michael Hannides                                                                          | –                         |
| 15. Februar 2016 – 21. Februar 2016 1 Woche | 1                                        | Flume feat. Kai                           | Never Be Like You Harley Edward Streten, Alessia De Gasperis Brigante                                                              | –                         |
| 22. Februar 2016 – 17. April 2016 8 Wochen | 8                                        | Lukas Graham                              | 7 Years Lukas Forchhammer, Morten Ristorp, Stefan Forrest, Morten Pilegaard                                                        | –                         |
| 18. April 2016 – 1. Mai 2016 2 Wochen | 2                                        | Gnash feat. Olivia O’Brien                | I Hate U, I Love U Garrett Nash, Olivia O’Brien                                                                                    | –                         |
| 2. Mai 2016 – 8. Mai 2016 1 Woche | 1                                        | P!nk                                      | Just Like Fire Alecia Moore, Max Martin, Karl Johan Schuster, Oscar Holter                                                         | –                         |
| 9. Mai 2016 – 5. Juni 2016 4 Wochen (insgesamt 7) | 7                                        | Drake feat. WizKid & Kyla                 | One Dance Aubrey Graham, Paul Jefferies, Noah Shebib, Ayodeji Balogun, Errol Reid, Kyla Reid                                       | –                         |
| 6. Juni 2016 – 19. Juni 2016 2 Wochen | 2                                        | Calvin Harris feat. Rihanna               | This Is What You Came For Calvin Harris, Taylor Swift                                                                              | –                         |
| 20. Juni 2016 – 10. Juli 2016 3 Wochen (insgesamt 7) | 7                                        | Drake feat. WizKid & Kyla                 | One Dance Aubrey Graham, Paul Jefferies, Noah Shebib, Ayodeji Balogun, Errol Reid, Kyla Reid                                       | –                         |
| 11. Juli 2016 – 24. Juli 2016 2 Wochen | 2                                        | The Veronicas                             | In My Blood Anthony Egizii, David Musumeci, Lisa Origliasso, Jessica Origliasso                                                    | –                         |
| 25. Juli 2016 – 31. Juli 2016 1 Woche | 1                                        | Katy Perry                                | Rise Katy Perry, Max Martin, Ali Payami, Savan Kotecha                                                                             | –                         |
| 1. August 2016 – 14. August 2016 2 Wochen | 2                                        | Major Lazer feat. Justin Bieber and Mø    | Cold Water Ed Sheeran, Benjamin Levin, Karen Marie Ørsted, Thomas Pentz, Justin Bieber, Jamie Scott, Philip Meckseper, Henry Allen | –                         |
| 15. August 2016 – 16. Oktober 2016 9 Wochen | 9                                        | The Chainsmokers feat. Halsey             | Closer Andrew Taggart, Shaun Frank, Frederic Kennett, Ashley Frangipane, Alex Pall                                                 | –                         |
| 17. Oktober 2016 – 4. Dezember 2016 7 Wochen | 7                                        | James Arthur                              | Say You Won't Let Go James Arthur, Neil Ormandy, Steve Solomon                                                                     | –                         |
| 5. Dezember 2016 – 15. Januar 2017 6 Wochen | 6                                        | Clean Bandit feat. Sean Paul & Anne-Marie | Rockabye Jack Patterson, Steve Mac, Ammar Malik, Ina Wroldsen, Sean Paul Henriques                                                 | –                         |

## Alben
| ← 2015 ← | Liste der Nummer-eins-Hits in Australien | Liste der Nummer-eins-Hits in Australien | Liste der Nummer-eins-Hits in Australien                                | 2017 → |
| \| Zeitraum \| Wo. ges. \| Interpret \| Titel \| Zusätzliche Informationen \| \| (Zeitraum, Wochen auf Platz eins, Interpret, Titel, zusätzliche Informationen) \| \| \| \| \| \| ------------------------------------------------------------------------------ \| -------- \| --------------------------------- \| ----------------------------------------------------------------------- \| ------------------------------------------------------------------------------------------------------------------------------------------------------------------------------------------------------------------------------------------------------------------------ \| \| 30. November 2015 – 17. Januar 2016 7 Wochen (insgesamt 8) \| 8 \| Adele \| 25 \| – \| \| 18. Januar 2016 – 24. Januar 2016 1 Woche \| 1 \| David Bowie \| Blackstar \| Bowie starb am 10. Januar, danach nahm er nicht nur mit seinem letzten Album zum dritten Mal Platz eins in Australien ein, 13 Alben standen danach in den Top 50 und 17 in den Top 100 der Charts, so viel wie bei keinem anderen Interpreten zuvor.[1] \| \| 25. Januar 2016 – 31. Januar 2016 1 Woche (insgesamt 8) \| 8 \| Adele \| 25 \| – \| \| 1. Februar 2016 – 7. Februar 2016 1 Woche \| 1 \| Rüfüs \| Bloom \| Mit dem zweiten Album hatte das Electro-Trio aus Sydney nach 2013 ihr zweites Nummer-eins-Album. \| \| 8. Februar 2016 – 14. Februar 2016 1 Woche \| 1 \| Sia \| This Is Acting \| Nach 1000 Forms of Fear (2014) ist es das zweite Nummer-eins-Album der Australierin in ihrer Heimat. \| \| 15. Februar 2016 – 28. Februar 2016 2 Wochen \| 2 \| (Soundtrack) \| Molly: Do Yourself a Favour \| Molly Meldrum war Moderator von Countdown, der wichtigsten australischen Musiksendung der 1970er und 1980er Jahre. Zu einer zweiteiligen Fernsehbiografie erschien diese 3-fach-CD mit einem Querschnitt aus der nationalen und internationalen Popmusik dieser Zeit.[2] \| \| 29. Februar 2016 – 6. März 2016 1 Woche \| 1 \| Hilltop Hoods \| Drinking from the Sun, Walking Under Stars – Restrung \| Die beiden Alben, aus denen diese Neuaufnahme besteht, hatten 2012 bzw. 2014 bereits Platz 1 belegt. Die Hip-Hopper nahmen für ihr insgesamt fünftes Nummer-eins-Album 19 Stücke mit Chor und Orchester auf.[3] \| \| 7. März 2016 – 13. März 2016 1 Woche \| 1 \| The 1975 \| I Like It When You Sleep, for You Are So Beautiful Yet So Unaware of It \| – \| \| 14. März 2016 – 20. März 2016 1 Woche \| 1 \| The Cat Empire \| Rising with the Sun \| – \| \| 21. März 2016 – 27. März 2016 1 Woche \| 1 \| Matt Corby \| Telluric \| – \| \| 28. März 2016 – 3. April 2016 1 Woche \| 1 \| Violent Soho \| Waco \| – \| \| 4. April 2016 – 10. April 2016 1 Woche \| 1 \| Zayn \| Mind of Mine \| – \| \| 11. April 2016 – 17. April 2016 1 Woche \| 1 \| Lukas Graham \| Lukas Graham \| – \| \| 18. April 2016 – 24. April 2016 1 Woche \| 1 \| Deftones \| Gore \| – \| \| 25. April 2016 – 1. Mai 2016 1 Woche (insgesamt 2) \| 2 \| Disturbed \| Immortalized \| Der Nummer-4-Hit The Sound of Silence, eine Coverversion des Simon-and-Garfunkel-Songs, brachte das Album zum zweiten Mal nach dem Charteinstieg im Sommer 2015 an die Chartspitze. \| \| 2. Mai 2016 – 8. Mai 2016 1 Woche \| 1 \| Beyoncé \| Lemonade \| – \| \| 9. Mai 2016 – 15. Mai 2016 1 Woche \| 1 \| Drake \| Views \| – \| \| 16. Mai 2016 – 29. Mai 2016 2 Wochen \| 2 \| Keith Urban \| Ripcord \| – \| \| 30. Mai 2016 – 5. Juni 2016 1 Woche \| 1 \| Ariana Grande \| Dangerous Woman \| – \| \| 6. Juni 2016 – 12. Juni 2016 1 Woche \| 1 \| Flume \| Skin \| – \| \| 13. Juni 2016 – 19. Juni 2016 1 Woche \| 1 \| Jimmy Barnes \| Soul Searchin' \| – \| \| 20. Juni 2016 – 26. Juni 2016 1 Woche \| 1 \| The Temper Trap \| Thick as Thieves \| – \| \| 27. Juni 2016 – 10. Juli 2016 2 Wochen \| 2 \| Red Hot Chili Peppers \| The Getaway \| – \| \| 11. Juli 2016 – 17. Juli 2016 1 Woche \| 1 \| Delta Goodrem \| Wings of the Wild \| – \| \| 18. Juli 2016 – 24. Juli 2016 1 Woche \| 1 \| The Avalanches \| Wildflower \| – \| \| 25. Juli 2016 – 31. Juli 2016 1 Woche \| 1 \| Good Charlotte \| Youth Authority \| – \| \| 1. August 2016 – 14. August 2016 2 Wochen \| 2 \| Human Nature \| Gimme Some Lovin’: Jukebox Vol II \| – \| \| 15. August 2016 – 21. August 2016 1 Woche \| 1 \| Various Artists \| Suicide Squad: The Album \| – \| \| 22. August 2016 – 28. August 2016 1 Woche \| 1 \| The Amity Affliction \| This Could Be Heartbreak \| Nach Chasing Ghosts (2012) und Let the Ocean Take Me (2014) ist This Could We Heartbreak das dritte Album der Band in Folge, dass auf Platz eins in Australien einstieg.[4] \| \| 29. August 2016 – 4. September 2016 1 Woche \| 1 \| Frank Ocean \| Blonde \| – \| \| 5. September 2016 – 11. September 2016 1 Woche \| 1 \| Barbra Streisand \| Encore: Movie Partners Sing Broadway \| – \| \| 12. September 2016 – 18. September 2016 1 Woche \| 1 \| A Day to Remember \| Bad Vibrations \| – \| \| 19. September 2016 – 25. September 2016 1 Woche \| 1 \| Nick Cave and the Bad Seeds \| Skeleton Tree \| – \| \| 26. September 2016 – 2. Oktober 2016 1 Woche \| 1 \| Anthony Callea \| Backbone \| – \| \| 3. Oktober 2016 – 9. Oktober 2016 1 Woche \| 1 \| Passenger \| Young as the Morning, Old as the Sea \| – \| \| 10. Oktober 2016 – 16. Oktober 2016 1 Woche \| 1 \| Sticky Fingers \| Westway (The Glitter & the Slums) \| – \| \| 17. Oktober 2016 – 23. Oktober 2016 1 Woche \| 1 \| (Verschiedene Interpreten) \| Triple J: Like a Version Vol. 12 \| – \| \| 24. Oktober 2016 – 13. November 2016 3 Wochen \| 3 \| Jessica Mauboy \| The Secret Daughter: Songs from the Original TV Series \| – \| \| 14. November 2016 – 20. November 2016 1 Woche \| 1 \| Bon Jovi \| This House Is Not for Sale \| – \| \| 21. November 2016 – 27. November 2016 1 Woche \| 1 \| Illy \| Two Degrees \| – \| \| 28. November 2016 – 4. Dezember 2016 1 Woche \| 1 \| Metallica \| Hardwired…to Self-Destruct \| – \| \| 5. Dezember 2016 – 11. Dezember 2016 1 Woche \| 1 \| The Weeknd \| Starboy \| – \| \| 12. Dezember 2016 – 18. Dezember 2016 1 Woche \| 1 \| The Rolling Stones \| Blue & Lonesome \| – \| \| 19. Dezember 2016 – 1. Januar 2017 2 Wochen \| 2 \| John Farnham & Olivia Newton-John \| Friends for Christmas \| – \| |                                          |                                          |                                                                         | |
| ← 2015 |                                          |                                          |                                                                         | → 2017 → |
| Zeitraum | Wo. ges.                                 | Interpret                                | Titel                                                                   | Zusätzliche Informationen |
| (Zeitraum, Wochen auf Platz eins, Interpret, Titel, zusätzliche Informationen) |                                          |                                          |                                                                         | |
| 30. November 2015 – 17. Januar 2016 7 Wochen (insgesamt 8) | 8                                        | Adele                                    | 25                                                                      | – |
| 18. Januar 2016 – 24. Januar 2016 1 Woche | 1                                        | David Bowie                              | Blackstar                                                               | Bowie starb am 10. Januar, danach nahm er nicht nur mit seinem letzten Album zum dritten Mal Platz eins in Australien ein, 13 Alben standen danach in den Top 50 und 17 in den Top 100 der Charts, so viel wie bei keinem anderen Interpreten zuvor.                  |
| 25. Januar 2016 – 31. Januar 2016 1 Woche (insgesamt 8) | 8                                        | Adele                                    | 25                                                                      | – |
| 1. Februar 2016 – 7. Februar 2016 1 Woche | 1                                        | Rüfüs                                    | Bloom                                                                   | Mit dem zweiten Album hatte das Electro-Trio aus Sydney nach 2013 ihr zweites Nummer-eins-Album. |
| 8. Februar 2016 – 14. Februar 2016 1 Woche | 1                                        | Sia                                      | This Is Acting                                                          | Nach 1000 Forms of Fear (2014) ist es das zweite Nummer-eins-Album der Australierin in ihrer Heimat. |
| 15. Februar 2016 – 28. Februar 2016 2 Wochen | 2                                        | (Soundtrack)                             | Molly: Do Yourself a Favour                                             | Molly Meldrum war Moderator von Countdown, der wichtigsten australischen Musiksendung der 1970er und 1980er Jahre. Zu einer zweiteiligen Fernsehbiografie erschien diese 3-fach-CD mit einem Querschnitt aus der nationalen und internationalen Popmusik dieser Zeit. |
| 29. Februar 2016 – 6. März 2016 1 Woche | 1                                        | Hilltop Hoods                            | Drinking from the Sun, Walking Under Stars – Restrung                   | Die beiden Alben, aus denen diese Neuaufnahme besteht, hatten 2012 bzw. 2014 bereits Platz 1 belegt. Die Hip-Hopper nahmen für ihr insgesamt fünftes Nummer-eins-Album 19 Stücke mit Chor und Orchester auf.                                                          |
| 7. März 2016 – 13. März 2016 1 Woche | 1                                        | The 1975                                 | I Like It When You Sleep, for You Are So Beautiful Yet So Unaware of It | – |
| 14. März 2016 – 20. März 2016 1 Woche | 1                                        | The Cat Empire                           | Rising with the Sun                                                     | – |
| 21. März 2016 – 27. März 2016 1 Woche | 1                                        | Matt Corby                               | Telluric                                                                | – |
| 28. März 2016 – 3. April 2016 1 Woche | 1                                        | Violent Soho                             | Waco                                                                    | – |
| 4. April 2016 – 10. April 2016 1 Woche | 1                                        | Zayn                                     | Mind of Mine                                                            | – |
| 11. April 2016 – 17. April 2016 1 Woche | 1                                        | Lukas Graham                             | Lukas Graham                                                            | – |
| 18. April 2016 – 24. April 2016 1 Woche | 1                                        | Deftones                                 | Gore                                                                    | – |
| 25. April 2016 – 1. Mai 2016 1 Woche (insgesamt 2) | 2                                        | Disturbed                                | Immortalized                                                            | Der Nummer-4-Hit The Sound of Silence, eine Coverversion des Simon-and-Garfunkel-Songs, brachte das Album zum zweiten Mal nach dem Charteinstieg im Sommer 2015 an die Chartspitze.                                                                                   |
| 2. Mai 2016 – 8. Mai 2016 1 Woche | 1                                        | Beyoncé                                  | Lemonade                                                                | – |
| 9. Mai 2016 – 15. Mai 2016 1 Woche | 1                                        | Drake                                    | Views                                                                   | – |
| 16. Mai 2016 – 29. Mai 2016 2 Wochen | 2                                        | Keith Urban                              | Ripcord                                                                 | – |
| 30. Mai 2016 – 5. Juni 2016 1 Woche | 1                                        | Ariana Grande                            | Dangerous Woman                                                         | – |
| 6. Juni 2016 – 12. Juni 2016 1 Woche | 1                                        | Flume                                    | Skin                                                                    | – |
| 13. Juni 2016 – 19. Juni 2016 1 Woche | 1                                        | Jimmy Barnes                             | Soul Searchin'                                                          | – |
| 20. Juni 2016 – 26. Juni 2016 1 Woche | 1                                        | The Temper Trap                          | Thick as Thieves                                                        | – |
| 27. Juni 2016 – 10. Juli 2016 2 Wochen | 2                                        | Red Hot Chili Peppers                    | The Getaway                                                             | – |
| 11. Juli 2016 – 17. Juli 2016 1 Woche | 1                                        | Delta Goodrem                            | Wings of the Wild                                                       | – |
| 18. Juli 2016 – 24. Juli 2016 1 Woche | 1                                        | The Avalanches                           | Wildflower                                                              | – |
| 25. Juli 2016 – 31. Juli 2016 1 Woche | 1                                        | Good Charlotte                           | Youth Authority                                                         | – |
| 1. August 2016 – 14. August 2016 2 Wochen | 2                                        | Human Nature                             | Gimme Some Lovin’: Jukebox Vol II                                       | – |
| 15. August 2016 – 21. August 2016 1 Woche | 1                                        | Various Artists                          | Suicide Squad: The Album                                                | – |
| 22. August 2016 – 28. August 2016 1 Woche | 1                                        | The Amity Affliction                     | This Could Be Heartbreak                                                | Nach Chasing Ghosts (2012) und Let the Ocean Take Me (2014) ist This Could We Heartbreak das dritte Album der Band in Folge, dass auf Platz eins in Australien einstieg.                                                                                              |
| 29. August 2016 – 4. September 2016 1 Woche | 1                                        | Frank Ocean                              | Blonde                                                                  | – |
| 5. September 2016 – 11. September 2016 1 Woche | 1                                        | Barbra Streisand                         | Encore: Movie Partners Sing Broadway                                    | – |
| 12. September 2016 – 18. September 2016 1 Woche | 1                                        | A Day to Remember                        | Bad Vibrations                                                          | – |
| 19. September 2016 – 25. September 2016 1 Woche | 1                                        | Nick Cave and the Bad Seeds              | Skeleton Tree                                                           | – |
| 26. September 2016 – 2. Oktober 2016 1 Woche | 1                                        | Anthony Callea                           | Backbone                                                                | – |
| 3. Oktober 2016 – 9. Oktober 2016 1 Woche | 1                                        | Passenger                                | Young as the Morning, Old as the Sea                                    | – |
| 10. Oktober 2016 – 16. Oktober 2016 1 Woche | 1                                        | Sticky Fingers                           | Westway (The Glitter & the Slums)                                       | – |
| 17. Oktober 2016 – 23. Oktober 2016 1 Woche | 1                                        | (Verschiedene Interpreten)               | Triple J: Like a Version Vol. 12                                        | – |
| 24. Oktober 2016 – 13. November 2016 3 Wochen | 3                                        | Jessica Mauboy                           | The Secret Daughter: Songs from the Original TV Series                  | – |
| 14. November 2016 – 20. November 2016 1 Woche | 1                                        | Bon Jovi                                 | This House Is Not for Sale                                              | – |
| 21. November 2016 – 27. November 2016 1 Woche | 1                                        | Illy                                     | Two Degrees                                                             | – |
| 28. November 2016 – 4. Dezember 2016 1 Woche | 1                                        | Metallica                                | Hardwired…to Self-Destruct                                              | – |
| 5. Dezember 2016 – 11. Dezember 2016 1 Woche | 1                                        | The Weeknd                               | Starboy                                                                 | – |
| 12. Dezember 2016 – 18. Dezember 2016 1 Woche | 1                                        | The Rolling Stones                       | Blue & Lonesome                                                         | – |
| 19. Dezember 2016 – 1. Januar 2017 2 Wochen | 2                                        | John Farnham & Olivia Newton-John        | Friends for Christmas                                                   | – |

## Jahreshitparaden
| ← 2015 ← | Liste der Nummer-eins-Hits in Australien | Liste der Nummer-eins-Hits in Australien                      | Liste der Nummer-eins-Hits in Australien | 2017 →   |
| \| Singles \| Position# \| Alben \| \| -------------------------------------------------------------------------------------------------------------------------------------------------------------------------- \| --------- \| ------------------------------------------------------------- \| \| Closer The Chainsmokers feat. Halsey Andrew Taggart, Ashley Frangipane, Shaun Frank, Frederic Kennett, Isaac Slade, Joe King \| 1 \| 25 Adele \| \| One Dance Drake feat. WizKid & Kyla Aubrey Drake Graham, Paul Jefferies, Noah Shebib, Logan Sama, Ayodeji Ibrahim Balogun, Themba Sekowe, Kyla Reid, Errol Reid, Luke Reid \| 2 \| Ripcord Keith Urban \| \| 7 Years Lukas Graham Lukas Forchhammer, Morten Ristorp, Stefan Forrest, Morten Pilegaard \| 3 \| Lemonade Beyoncé \| \| Never Be like You Flume feat. Kai Harley Streten, Alessia De Gasperis Brigante, Geoffrey Patrick Earley \| 4 \| Molly (Soundtrack from the TV Series) (Soundtrack) \| \| Don’t Let Me Down The Chainsmokers feat. Daya Andrew Taggart, Emily Warren, Scott Harris \| 5 \| Christmas Michael Bublé \| \| This Is What You Came For Calvin Harris feat. Rihanna Calvin Harris, Taylor Swift \| 6 \| Friends for Christmas John Farnham & Olivia Newton-John \| \| Can’t Stop the Feeling! Justin Timberlake , Max Martin, Karl Johan Schuster \| 7 \| The Secret Daughter (Songs from the TV Series) Jessica Mauboy \| \| Cheap Thrills Sia feat. Sean Paul Sia Furler, Greg Kurstin, Sean Paul Henriques \| 8 \| Blackstar David Bowie \| \| Stressed Out Twenty One Pilots Tyler Joseph \| 9 \| Purpose Justin Bieber \| \| Love Yourself Justin Bieber Ed Sheeran, Benjamin Levin, Justin Bieber \| 10 \| Suicide Squad: The Album (Soundtrack) \| |                                          |                                                               |                                          |          |
| ← 2015 |                                          |                                                               |                                          | → 2017 → |
| Singles | Position#                                | Alben                                                         |                                          |          |
| Closer The Chainsmokers feat. Halsey Andrew Taggart, Ashley Frangipane, Shaun Frank, Frederic Kennett, Isaac Slade, Joe King | 1                                        | 25 Adele                                                      |                                          |          |
| One Dance Drake feat. WizKid & Kyla Aubrey Drake Graham, Paul Jefferies, Noah Shebib, Logan Sama, Ayodeji Ibrahim Balogun, Themba Sekowe, Kyla Reid, Errol Reid, Luke Reid | 2                                        | Ripcord Keith Urban                                           |                                          |          |
| 7 Years Lukas Graham Lukas Forchhammer, Morten Ristorp, Stefan Forrest, Morten Pilegaard | 3                                        | Lemonade Beyoncé                                              |                                          |          |
| Never Be like You Flume feat. Kai Harley Streten, Alessia De Gasperis Brigante, Geoffrey Patrick Earley | 4                                        | Molly (Soundtrack from the TV Series) (Soundtrack)            |                                          |          |
| Don’t Let Me Down The Chainsmokers feat. Daya Andrew Taggart, Emily Warren, Scott Harris | 5                                        | Christmas Michael Bublé                                       |                                          |          |
| This Is What You Came For Calvin Harris feat. Rihanna Calvin Harris, Taylor Swift | 6                                        | Friends for Christmas John Farnham & Olivia Newton-John       |                                          |          |
| Can’t Stop the Feeling! Justin Timberlake , Max Martin, Karl Johan Schuster | 7                                        | The Secret Daughter (Songs from the TV Series) Jessica Mauboy |                                          |          |
| Cheap Thrills Sia feat. Sean Paul Sia Furler, Greg Kurstin, Sean Paul Henriques | 8                                        | Blackstar David Bowie                                         |                                          |          |
| Stressed Out Twenty One Pilots Tyler Joseph | 9                                        | Purpose Justin Bieber                                         |                                          |          |
| Love Yourself Justin Bieber Ed Sheeran, Benjamin Levin, Justin Bieber | 10                                       | Suicide Squad: The Album (Soundtrack)                         |                                          |          |